# 886 Washingtonia
A 886 Washingtonia (ideiglenes jelöléssel 1917 b) a Naprendszer kisbolygóövében található aszteroida. George Henry Peters fedezte fel 1917. november 16-án, Washingtonban.